# Paralimnophyes albibasis
Paralimnophyes albibasis är en tvåvingeart som först beskrevs av Freeman 1961.  Paralimnophyes albibasis ingår i släktet Paralimnophyes och familjen fjädermyggor. Inga underarter finns listade i Catalogue of Life.